# Cantón de Versalles-Noroeste
El cantón de Versalles-Noroeste era una división administrativa francesa, que estaba situada en el departamento de Yvelines y la región de Isla de Francia.

## Composición
El cantón estaba formado por una fracción de la comuna que le daba su nombre:
- Versalles (fracción)

## Supresión del cantón de Versalles-Noroeste
En aplicación del Decreto nº 2014-214 de 21 de febrero de 2014, el cantón de Versalles-Noroeste fue suprimido el 22 de marzo de 2015 y la fracción de la comuna que le daba su nombre se unió con las demás fracciones para que, por medio de una reestructuración cantonal, fueran creados los nuevos cantones de Versalles-1 y Versalles-2.